# 中村柳一
中村 柳一（なかむら りゅういち、1886年（明治19年）4月26日 - 1972年（昭和47年）11月28日）は日本の教諭、日本語（国語）の教育者、研究者。日本語方言の開合研究の黎明期に、日本統治下の台湾に勤務した時の経験から、初めて越後方言の開合音（アウ・オウの別）について報告した。

## 生涯
明治19年（1886年）に新潟県刈羽郡高田村堀（現柏崎市堀）に生まれた。明治40年（1907年）に高田師範学校を卒業し、同年に小学校教員免許を取得し、同校の訓導を務めた。後に新潟県の大貫尋常小学校、富山県立魚津中学校で教職を歴任した。
大正6年（1917年）には台湾総督府国語学校に助教授として赴任し、国語（日本語）教育に従事した後、台北女子高等学校普通学校に教諭を担任した。大正9年（1920年）に藤井常登と『台湾教育国語必携』（台湾新高堂書店）を共著し出版した。台湾での台湾語との接触と経歴はその後の開合研究に大きな影響を与えたとされる。
大正11年（1922年）に帰国。新潟県長岡中学校教諭に転任し、後に高田中学校、三条中学校へ転任していた。昭和2年（1927年）4には日本音声学協会第1年大会に出席し、翌月音声学協会会報に「越後地方の[ɔ]について」を投稿した。
昭和47年（1972）86歳没。

## 開合研究とその意義
中村は長岡中学校で教鞭を執る中で、地元の方言において「オ」音が二種類存在することに気づき、音声学協会の『音声学協会会報』に投稿した。この研究は、日本の方言における開音（広い「オ」音）と合音（狭い「オ」音）の区別に関する最初の報告の一つであり、開合研究の嚆矢となった。
その研究は、後に橋本進吉や服部四郎らによって深められ、日本語音韻史における重要な発見として位置づけられた。